# Thyssenhöhe
Die Thyssenhöhe (auch bekannt als South Dome) ist ein 869 m hoher Eisdom im Süden der Berkner-Insel im westantarktischen Filchner-Ronne-Schelfeis. Er ragt südwestlich des Roberts Inlet auf.
Deutsche Wissenschaftler benannten ihn 1991 nach dem deutschen Geophysiker Franz Thyssen (1932–2009) von der Universität Münster.